# Mediterraneo/Se puoi parlare
Mediterraneo/Se puoi parlare è un singolo di Milva, pubblicato dalla Ricordi nel 1972.

## Mediterraneo
Nel 1972 Milva ritorna al Festival di Sanremo dopo tre anni d'assenza della kermesse (la sua ultima partecipazione risaliva al 1969) con il brano Mediterraneo, scritto da Enrico Riccardi su musica di Luigi Albertelli su arrangiamento diretto dal maestro Natale Massara.
La canzone passa il turno e accede alla finale, posizionandosi al dodicesimo posto nella classifica definitiva. Si tratta di una canzone che parla di un amore proibito ambientato al sud, un Mediterraneo ricco di figure evocative di un passato che non esiste più.
Il brano fu inserito nell'album La filanda e altre storie. Tra aprile e giugno del 1972 fu inoltre la sigla di chiusura dell'ultima edizione trimestrale (la 24°) della trasmissione radiofonica Gran varietà, nella quale Milva era la cantante ospite fissa.

## Se puoi parlare
Se puoi parlare è la canzone pubblicata sul lato B del singolo, scritta da Arfermo, pseudonimo di Federico Monti Arduini su musica di Eugenio Vinciguerra. Il brano non fu inserito nell'album, ma fu pubblicato in una raccolta uscita per il mercato giapponese dal titolo Mediterraneo / Milva Golden Hits e nel 2007 nella raccolta Le più belle di....

## Edizioni
Il singolo è stato distribuito in Italia dall'etichetta Ricordi, con codice SRL 10660 (in alcune tirature il codice è stato immesso come SRL 10.660), ed è stato distribuito anche in Jugoslavia e Svizzera. Nel 1995 la cantante Alessia Marinangeli, vocalist per Vanessa Viola, ha eseguito una cover di Mediterraneo inclusa nella compilation Non è la Rai gran finale.